# Verdinho-coroado

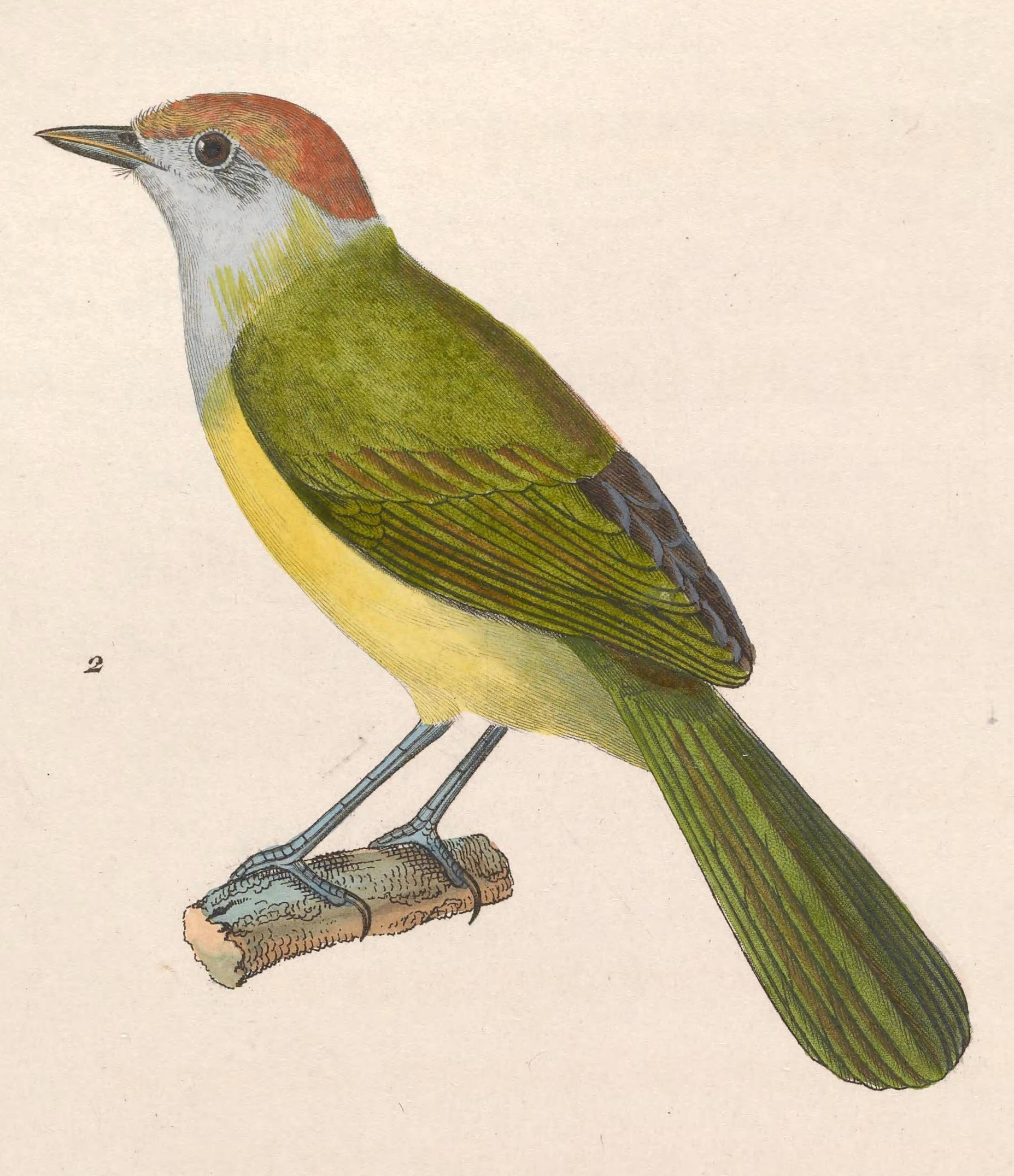
Hylophilus poicilotis 1838

Vite-vite-coroado ou verdinho-coroado (Hylophilus poicilotis) é uma espécie de ave da família Vireonidae.
Pode ser encontrada nos seguintes países: Argentina, Bolívia, Brasil e Paraguai.
Os seus habitats naturais são: florestas subtropicais ou tropicais húmidas de baixa altitude, regiões subtropicais ou tropicais húmidas de alta altitude e florestas secundárias altamente degradadas.